# Schienenverkehr in Rumänien
Der Schienenverkehr in Rumänien ist ein Teil des rumänischen Verkehrs. Er besteht aus der rumänischen Eisenbahn, mehreren Straßenbahnnetzen und einer Metro.

## Eisenbahn
Der UIC-Ländercode für Rumänien lautet 53.

### Geschichte
Das eingesessene Unternehmen der rumänischen Eisenbahn Societatea Națională Căile Ferate Române (SNCFR) wurde 1998 in fünf eigenständige Unternehmen aufgeteilt: Compania Nationala de Cai Ferate “CFR” S.A. (CFR SA, der Infrastrukturbetreiber), Societatea Națională deTransport Feroviar de Marfă CFR S.A. (CFR Marfa, Schienengüterverkehr), Societatea Națională de Transport Feroviar de Călători CFR Călători S.A. (CFR Călători, Schienenpersonenverkehr), CFR Gevaro (Dienstleister im Bereich Speise- und Schlafwagen) und Societatea Naționala de Administrare a Activelor Feroviare (SAAF, verwaltet und verwertet überschüssige Schienenfahrzeuge). Die Aufteilung in Eisenbahnverkehrs- und Eisenbahninfrastrukturunternehmen erfolgte gemäß europäischem Eisenbahnrecht.

### Behörden
Die rumänische Eisenbahnbehörde ist die Autoritatea Feroviară Română (AFER). Bei der AFER sind angesiedelt:
- Autoritatea de Siguranţă Feroviară Română (ASFR) ist die Sicherheitsbehörde
- Organismul Notificat Feroviar Roman (ONFR) ist eine Benannte Stelle der Eisenbahn. ONFR führt das Fahrzeugeinstellungsregister (NVR).
- Organismul Licente Feroviar Roman (OLFR) ist eine Lizenzstelle

Unabhängig von der AFER führt die Agenția de investigare feroviară română (AGIFER) Untersuchungen zu schweren Unfällen im Eisenbahnsystem durch. Dadurch soll die Eisenbahnsicherheit verbessert und Unfälle vermieden werden.
Zusätzlich wurde 2016 die Eisenbahnreformbehörde Autoritatea pentru Reformă Feroviară (ARF) gegründet.

### Streckennetz
Das staatliche Eisenbahninfrastrukturunternehmen ist die Compania Nationala de Cai Ferate “CFR” S.A. Es betreibt ein Streckennetz mit einer Betriebslänge von 10.628 km, davon 2917 km zweigleisig. Die Spurweite beträgt 1435 mm. Darüber hinaus gibt es weitere Eisenbahninfrastrukturunternehmen wie zum Beispiel RC CF Trans.
Für die Bahnstromversorgung der elektrifizierten Bahnstrecken ist die Electrificare CFR zuständig. Es wird Wechselstrom (50 Hz) mit einer Spannung von 25 kV benutzt. Die Versorgung der Triebfahrzeuge erfolgt über Oberleitung.
In sehr geringem Umfang gibt es an den Netzgrenzen zur Ukrsalisnyzja und zur Calea Ferată din Moldova Strecken mit einer Spurweite von 1520 mm oder Vierschienengleise.
Der einzige elektrifizierte Grenzübergang liegt zwischen Curtici und dem ungarischen Lokoshaza.

### Personenverkehr
Im Jahr 2021 hatte der Schienenverkehr eine Verkehrsleistung von ca. 4100 Millionen Personenkilometer. Bedingt durch die COVID-19-Pandemie sank die Anzahl der beförderten Personen. Zuvor lag sie bei durchschnittlich 5500 Millionen Personenkilometer/Jahr.
Eisenbahnverkehrsunternehmen im Personenverkehr sind unter anderem:
- CFR Călători, Bukarest
- Astra Trans Carpatic, Bukarest
- InterRegional Călători (IRC), Cluj-Napoca
- Regio Călători, Brașov
- Transferoviar Călători, Cluj-Napoca

### Güterverkehr
Der rumänische Schienengüterverkehr hat eine Transportleistung von jährlich über 12 Milliarden Tonnenkilometern. Das entspricht einen Anteil am Modal Split von ungefähr einem Viertel.
Mit 80 % ist der Anteil der inländischen Transporte am Transportvolumen sehr hoch. Zum Vergleich: Deutschland und EU-Durchschnitt ca. 50 % und Schweiz und Österreich ca. 25 %.
Seit Rumäniens Beitritt zur EU im Jahr 2007 sank der Marktanteil der staatlichen CFR Marfă am Schienengüterverkehr von über 70 % auf unter 50 % im Jahr 2018. 2018 waren 28 Schienengüterverkehrsbetreiber auf dem rumänischen Markt tätig. Dabei haben folgende Eisenbahnverkehrsunternehmen einen Marktanteil größer 5 % (Stand 2016):
- Grup Feroviar Român (GFR), Bukarest
- Unicom Tranzit, Voluntari
- Cargo Trans Vagon, Bukarest
- Deutsche Bahn Cargo Romania, Timișoara[6]

### Schienenfahrzeuge
Sehr häufig anzutreffen sind Lokomotiven der CFR-Baureihe 060 EA, sowohl original als auch modernisiert. Von dieser Elektrolokomotive wurden über 900 Stück hergestellt. In den 2000er und in den 2010er Jahren wurden verschiedene Gebraucht-Lokomotiven aus anderen europäischen Ländern importiert.
Im Personenverkehr werden unter anderem Triebwagen der CFR-Baureihe 96 (Siemens Desiro) eingesetzt.
Private Eisenbahnverkehrsunternehmen wie Transferoviar Călători haben größtenteils gebrauchte Triebwagen aus dem europäischen Ausland übernommen, zum Beispiel Alstom Coradia LINT und Bombardier Talent aus Deutschland und den Niederlanden. Astra Trans Carpatic kaufte Fahrzeuge des Typs DSB MP der Danske Statsbaner, Regio Călători und InterRegional Călători Fahrzeuge der DB-Baureihe 628.

## Straßenbahn
Von den zehn, meist normalspurigen, Straßenbahnsystemen in Rumänien hat die Straßenbahn Bukarest mit 25 Linien das größte Netz.

## U-Bahn
Die 1979 eröffnete Metro Bukarest ist die einzige U-Bahn in Rumänien.

## Bahnindustrie
Rumänische Schienenfahrzeughersteller sind Softronic in Craiova und Astra Vagoane Călători in Arad.